# Danielle Galligan

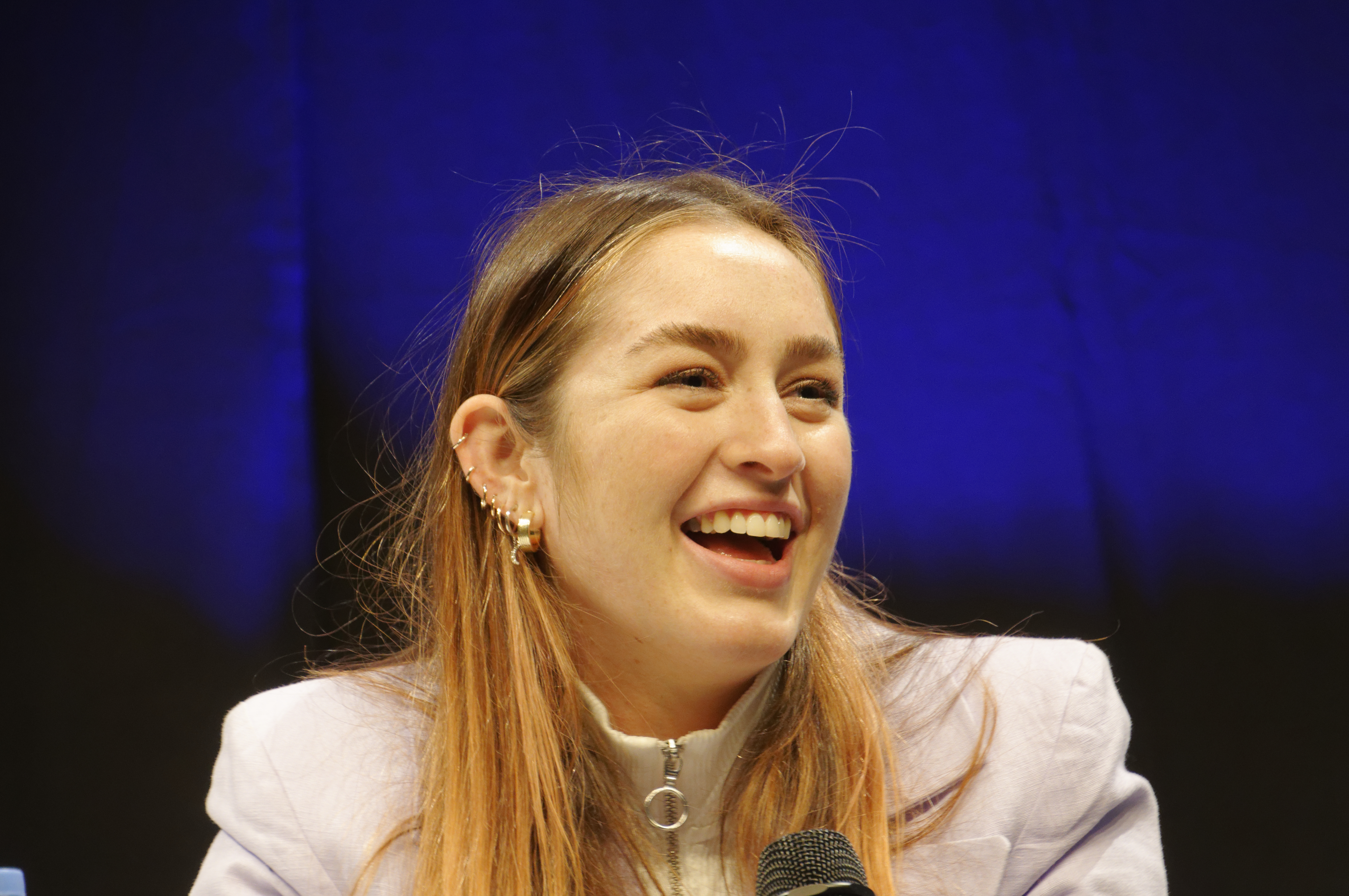
Danielle Galligan, 2021

Danielle „Dani“ Galligan (* 1. Dezember 1992 in Dublin als Danielle Ghouligan) ist eine irische Schauspielerin.

## Leben
Die katholisch erzogene Galligan stammt aus dem Dubliner Vorort Rathfarnham. Ihre Mutter ist eine Schönheitstherapeutin, die einen Salon und eine Schönheitsschule leitet.
Galligan war von 2005 bis 2011 Mitglied des Young People’s Theatre und besuchte die Loreto High School Beaufort. Sie erhielt das Ena Burke-Stipendium für die Betty Ann Norton Theatre School. Anschließend studierte sie Theater- und Theaterwissenschaften am Trinity College Dublin und absolvierte eine Schauspielausbildung an der Lir Academy. 2015 schloss sie ihr Studium mit einem Bachelor ab.
Nach ihrem Abschluss an der Lir Academy arbeitete Galligan an verschiedenen Bühnenproduktionen einiger namhafter irischer Theater. Sie stand auch selbst auf der Bühne und verkörperte verschiedene Charaktere.
Galligan begann 2016 ihre Filmkarriere. In den Anfängen trat sie vor allem als Schauspielerin für Kurzfilme in Erscheinung. 2019 folgten Besetzungen in den US-amerikanischen Fernsehserien Krypton und in der letzten Staffel von Game of Thrones.
Im Frühjahr 2020 stand sie für Besetzungen in den TV-Serien Shadow and Bone und Cold Courage vor der Kamera.

## Filmografie (Auswahl)
- 2015: Tinderface (Fernsehserie)
- 2016: Closing Time (Kurzfilm)
- 2017: Strangers in the Park (Kurzfilm)
- 2018: Pernicio (Kurzfilm)
- 2018: Beautiful Youth (Kurzfilm)
- 2018: Tomorrow (Kurzfilm)
- 2018: Yellow Season: Can You Feel It (Kurzfilm)
- 2019: Game of Thrones (Fernsehserie, Episode 8x04)
- 2019: Break Us (Kurzfilm)
- 2019: Krypton (Fernsehserie, Episode 2x07)
- 2020: We Don’t Choose How (Kurzfilm)
- 2020: The Liberties: Proof of Concept (Kurzfilm)
- 2020: Cold Courage (Fernsehserie, 3 Episoden)
- 2020: Jam (Kurzfilm)
- 2021: Who We Love
- 2021: The Great (Fernsehserie, 3 Episoden)
- 2021–2023: Shadow and Bone – Legenden der Grisha (Shadow and Bone, Fernsehserie, 14 Episoden)
- 2021–2023: Kin (Fernsehserie, 4 Episoden)
- 2022: Lakelands
- 2022: Every Five Miles (Fernsehfilm)
- 2023: Obituary (Fernsehserie, 6 Episoden)
- 2024: Spilt Milk